# Nogometna natjecanja u Ljubljanskoj pokrajini 1941./42.
U sezoni 1941./42. Ljubljanska pokrajina bila je pod okupacijom Kraljevine Italije. Nogometna natjecanja nisu bila integrirana u talijanski nogometni sustav.

## Novosti
Nakon kratkotrajnog Travanjskog rata i kapitulacije jugoslavenske vojske, slovensko područje u Kraljevini Jugoslaviji (Dravska banovina) okupirana je i podijeljena. Najveći dio dobila je Njemačka, i to slovensku Štajersku, Gorenjsku, sjeverni dio Dolenjske, Mežičku dolinu, dravogradsko područje i četiri sela u Prekmurju. Teritorij je iznosio više od 10.000 km² s oko 800.000 stanovnika. Prekmurje s gotovo 1000 km² i oko 100.000 stanovnika pripalo je Mađarskoj, dok je ostatak Notranjske, veći dio Dolenjske i Ljubljana, ukupno 4500 km² s oko 330.000 stanovnika, pripao Italiji.
Talijanske vlasti osnovale su Ljubljansku pokrajinu.

## Kup Slovenskog nogometnog saveza
Prva utakmica u okupiranoj Ljubljani organizirana je 11. svibnja 1941., kada su se u prijateljskoj utakmici suočili SK Ljubljana i Hermes, a konačni rezultat bio je 2:1 za SK Ljubljanu.
Dana 15. svibnja 1941., list Jutro objavio je članak u kojem je objavio da je direktor Slovenskog nogometnog saveza Oktavij Cek izjavio da namjerava organizirati Pokal Slovenski nogometni zvezi ("Kup Slovenskog nogometnog saveza"), u kojem je sudjelovalo 11 momčadi s područja Ljubljane: SK Ljubljana, Mladika, Vič, Hermes, Svoboda, Jadran, Mars, Moste, Korotan, Slavija i Grafika.

Natjecanje je trebalo početi 18. svibnja 1941., ali zbog brojnih organizacijskih problema odigrano je krajem kolovoza. U finale su se plasirali SK Ljubljana i Hermes: zeleno-bijeli su prvu utakmicu pobijedili s 3:2.

Druga utakmica bila je zakazana za 24. kolovoza 1941., ali, iznenađujuće, organizatori su umjesto druge utakmice finala (na veliko razočaranje novinara lista Jutro) dogovorili prijateljsku utakmicu između SK Ljubljane i ljubljanske reprezentacije.

Druga utakmica konačno je odigrana 1. rujna 1941. Zeleno-bijeli (Mikuž, Hassil, Puterle, Lah II, Udovč, Pelicon, Kroupa, Lah, Stare II., Bertoncelj i Stare I.) i Modri (Oblak, Klančnik, Žitnik, Sočan I., Sočan III., Skoporec, Derenda, Aljančič, Brodnik, Eržen i Dežman) suočili su se na stadionu u Tyrševoj ulici, pred 800 gledatelja i sucem Ehrlichom iz Ljubljane. Konačni rezultat bio je 3:3, a igrači SK Ljubljana tako su kući donijeli prvi kup u okupiranoj Ljubljani.

## Dolenjska
Istovremeno s Kupom slovenskog nogometnog saveza počinje i Dolenjsko nogometno prvenstvo. Prati kup format, a sudjeluju Kočevje, Ribnica, Elan iz Novog Mesta i Bela Krajina iz Črnomlja. Dva finala igraju se 30. kolovoza i 1. rujna na stadionu Kandija u Novom Mestu. U utakmici za treće mjesto Kočevje je pobijedilo Ribnicu 4:1. U utakmici za prvo mjesto, Elan i Bela Krajina sastaju se pred 3000 gledatelja, a Elan (Kalčič, Murn, Košele, Gregorčič, Knajter, Magišta, Peric, Hočevar, Smajdek, Smerdu i Vovk) je pobijedio 4:3.

## Superkup
Nogometna uprava Novog Mesta imala je ideju odigrati svojevrsni "superkup" između prvaka Dolenjske (Elan) i prvaka Federacije (SK Ljubljana). Dana 7. rujna na stadionu Kandija Elan (Kalčič, Košele, Murn, Strogi, Knajter, Magišta (Peric), Urbanija, Hočevar, Šmajdek, Smerdu i Vovk) i SK Ljubljana (Kriše, Puterle, Rupar, Pelicon, Udovč, Orel, Kroupa (Hassl), Bertoncelj, Smole, Lah (Kroupa) i Stare) odigrali su neriješeno 5:5 (2:4). Rezultat je bio veliko iznenađenje, posebno za ljubljanske zeleno-bijele, koji su vjerovali da su superiorniji. Stoga je u Ljubljani organizirana druga utakmica: 28. rujna na stadionu Tyrševa cesta SK Ljubljana pobijedio je Elan 10:0 (6:0). Ljubljanski zeleno-bijeli nadmašili su Elan u svakom aspektu svoje igre i još jednom dokazali da su daleko najbolja momčad u Ljubljanskoj pokrajini.

## Prvenstvo
Ljeti 1941. godine, čelnici Slovenskog nogometnog saveza razmatrali su ideju o organiziranju nogometnog prvenstva za Ljubljansku pokrajinu. Čelnici saveza popunili su natjecateljsku prazninu koja je nastala u ljubljanskom nogometu nakon kupa, a prije sljedećeg pokrajinskog prvenstva, turnirom s četiri ekipe, koji je organizirala tada izuzetno aktivna uprava SK Hermesa. Bio je to brzi turnir s četiri ekipe, na kojem su sudjelovale ljubljanske ekipe Mars, Hermes, Jadran i Mladika, a turnir je ujedno poslužio i kao posljednji ozbiljniji trening za sve sudionike prije početka nogometnog prvenstva Ljubljanske pokrajine. U finalu je Hermes pobijedio Mars s 3:2.
Nakon dugotrajnih i izazovnih pregovora između vodstva saveza i ljubljanskih nogometnih klubova, tijekom kojih dugo nije bilo jasno koje će momčadi sudjelovati na prvenstvu i kako će se prvenstvo provoditi, Slovenski nogometni savez ustrajao je pri izvornoj ideji o organizaciji nogometnog prvenstva Ljubljanske pokrajine. Tako je, unatoč mnogim neizvjesnostima, vodstvo saveza 19. rujna u novinama Jutro objavilo priopćenje u kojem je najavilo da će prvenstvo započeti 21. rujna utakmicom između SK Ljubljana i Marsa, iako još uvijek nije bilo jasno koje će momčadi sudjelovati u prvoj i drugoj diviziji prvenstva. U članku Jutro između redaka spominje i da je tijekom posljednje sjednice saveza došlo do manjeg neslaganja među klubovima, jer su neki navodno bili nezadovoljni novom podjelom klubova u kategorije. Sljedećeg dana, Jutro je objavilo opsežan članak u kojem je ljubljansku sportsku publiku obavijestilo o neodređenom otkazivanju prvenstva Ljubljanske pokrajine. Razlog otkazivanja je vjerojatno bio ekonomski, budući da većini ljubljanskih nogometnih klubova nedostajala čak ni najosnovnija financijska sredstva. Klubovi su tada savezu predložili promjenu načina natjecanja, ali nitko nije predložio konkretno rješenje koje bi bilo zadovoljavajuće za sve. Upravni odbor Slovenskog nogometnog saveza nije imao drugog izbora nego na svojoj posljednjoj sjednici obavijestiti klubove o odluci o otkazivanju prvenstva za sezonu 1941./42. do daljnjega.
Daljnji članci Jutra otkrili su da su klubovi unutar federacije stalno podijeljeni u dva tabora, svaki dosljedno braneći svoje interese. Prvi su predstavljali SK Ljubljana i SK Svoboda, dok su drugi predstavljali Moste i Slavija. Korotan, Mladika, Jadran, Grafika, Mars i Hermes, koji su 30. rujna u znak protesta organizirali veliki turnir na stadionu Zelena Jama, nazvan "Turnir osmice". Hermes je pobijedio, ali odsutnost SK Ljubljane i SK Svobode, koji nisu bili pozvani na sudjelovanje, dodatno je pogoršala nesuglasice između dva tabora, prema Jutru. Također je važno napomenuti da su se izvornom prijedlogu o organiziranju natjecanja za prvenstvo Ljubljanske pokrajine oštro protivili ljubljanski klubovi SK Ljubljana i SK Svoboda, koji su tvrdili da natjecanje u kojem sudjeluju samo ljubljanski klubovi ne bi generiralo nikakvo natjecateljsko uzbuđenje i da, po njihovom mišljenju, klubovi ne bi trebali imati nikakvu materijalnu korist od natjecanja. Druga frakcija, sastavljena od ljubljanskih nogometnih klubova, branila je strogo sportski aspekt.
Nakon otkazivanja prvenstva Ljubljanske pokrajine, Slovenski nogometni savez obavijestio je sve klubove da imaju odriješene ruke da sami organiziraju svoje rasporede utakmica. Osam suparničkih klubova potom se 22. rujna sastalo na radnom sastanku, gdje su raspravljali o daljnjim potezima. Brzo je postalo jasno da će spomenute momčadi inzistirati na održavanju prvenstva pod svaku cijenu. U tu svrhu sastavili su i poseban memorandum u kojem su, između ostalog, obavijestili javnost da ljubljanski klubovi, SK Ljubljana i SK Svoboda, imaju rok do 5. listopada da potvrde svoje sudjelovanje u prvenstvu Ljubljanske pokrajine. U suprotnom, suparnički klubovi će započeti prvenstvo bez njih, te su u tu svrhu proveli i ždrijeb prvog kola s osam momčadi sudionica. U memorandumu je također navedeno da će, ako SK Ljubljana i SK Svoboda inzistiraju na svom otkazivanju, organizirati prvenstvo u jednoj skupini, također počevši od 5. listopada. Klubovi koji se ponovno prijave ili iz bilo kojeg razloga odustanu od ovog prvenstva, u načelu će biti smješteni u drugi razred. Konačno, vrijedi napomenuti da bi se cijela konsolidirana liga trebala zvati "prvi razred prvenstva Ljubljanske pokrajine". Ubrzo nakon toga, Slovenski nogometni savez bio je obaviješten o sadržaju memorijala i ponudio je podršku u organizaciji prvenstva. Međutim, razum je prevladao, te su SK Ljubljana i SK Svoboda neposredno prije događaja potvrdili svoje sudjelovanje u prvenstvu Ljubljanske pokrajine jer nisu željeli da ljubljanski navijači budu taoci nesuglasica između nogometnih klubova u središtu Ljubljane. Međutim, nije prošlo bez komplikacija, jer je Slovenski nogometni savez, u svojoj želji za većom konkurentnošću, pozvao i Elan iz Novog Mesta da sudjeluje na prvenstvu.
Tako je tijekom sastanka upravnog odbora Slovenskog nogometnog saveza, gdje je također poništena odluka o otkazivanju prvenstva, došlo do ozbiljne kontroverze: neki su delegati čvrsto protivili uključivanju Elana iz Novog Mesta u nacionalno prvenstvo, dok su drugi išli dalje, čak prijeteći ostavkom zbog uključivanja Elana. Po njihovom mišljenju, Elan je dobio previše zaštite kada se pridružio prvenstvu i očito nije ispunjavao ni osnovne financijske i infrastrukturne uvjete za sudjelovanje. Uslijedio je još jedan niz dugih pregovora, koji su kulminirali odlukom kojom su se ljubljanski nogometni klubovi, u zamjenu za neke manje privilegije unutar saveza, obvezali da se neće protiviti Elanovom sudjelovanju u prvenstvu Ljubljanske pokrajine. Unatoč konačnim komplikacijama, Elan je ipak započeo svoju nogometnu odiseju u prvenstvu sedam klubova, u kojoj su još bili Mars, SK Ljubljana, Hermes, Jadran, Grafika, Svoboda i Slovan. Međutim, nije bilo jasno kada će natjecanje početi, jer je Slovan zaradio tromjesečnu zabranu nakon što je bio nezadovoljan suđenjem u kolovoškoj kup utakmici protiv Hermesa i rano napustio teren.
U listopadu 1941., nakon mnogih komplikacija, nogometno prvenstvo je konačno započelo u Ljubljani sa sedam klubova u prvom razredu i pet u drugoj. Klubovi koji su se natjecali u prvom razredu bili su SK Ljubljana, Hermes, Elan, Svoboda, Mars i Grafika, dok su se u drugom razredu natjecali klubovi Mladika, Moste, Korotan, SK Vič i Slavija. Prvenstvo je započelo 6. listopada 1941. utakmicom između SK Ljubljana i Marsa. Utakmice u obje kategorije kvalitete bile su izrazito niske razine i, istovremeno, privukle su i izrazito slabu posjećenost, jer zahtjevna ljubljanska publika, naviknuta na utakmice protiv HAŠK-a, BSK-a i drugih velikana jugoslavenskog nogometa, nije vidjela smisao u nezanimljivom prvenstvu koju su predstavljali samo klubovi iz Ljubljanske pokrajine. Slovenski nogometni savez suočavao se s ozbiljnim infrastrukturnim problemima tijekom cijele okupacije, zbog raspadanja travnatih površina i nedostatka osnovne sportske opreme, zbog čega se veliki broj prvenstvenih utakmica održavao na stadionu u Tyrševoj ulici. Prvoligaši i drugoligaši uspjeli su odigrati četiri kola prvenstva Ljubljanske pokrajine uz samo manje prekide. U prvom razredu SK Ljubljana dominirao je od samog početka (budući da je uključivao gotovo sve najbolje ljubljanske igrače), te je sa svakim kolom povećavao prednost nad suparnicima na ljestvici. Drugi razred bio je puno izjednačeniji, jer su momčadi Slavije, Mladike, Mosta i Korotana bile vrlo slične kvalitete, što je prvenstvo učinilo vrlo izjednačenim i bilo je nemoguće predvidjeti tko će prevladati na kraju sezone.
Nogometno prvenstvo Ljubljanske pokrajine nastavilo se do početka studenog, kada je privremeno prekinuto zbog teških vremenskih uvjeta. U to vrijeme, ljubljanski stadioni bili su prekriveni slojem snijega od 20 do 25 centimetara, a niske temperature dodatno su smanjile ionako skromne šanse za nastavak prvenstva. Slovenski nogometni savez nije imao drugog izbora nego prekinuti prvenstvo na neodređeno vrijeme. U trenutku suspenzije, SK Ljubljana je bio vodeći na ljestvici prvog razreda, a slijedili su ga Mars i Hermes na drugom i trećem mjestu. Službenu suspenziju prvenstva pratila je trodnevna nogometna pauza, a prva najava mogućeg nastavka prvenstva objavljena je u izdanju Jutra od 15. studenog, u kojem su novine izvijestile da je uprava Slovenskog nogometnog saveza odlučila da će se sve preostale utakmice prvenstva igrati između 16. i 30. studenog. Međutim, prvenstvo se nije nastavilo, jer je još jedna snježna oluja na području Ljubljane definitivno uništila nade u nastavak prvenstva. Nakon tri neuspješna pokušaja nastavka nogometnog prvenstva, tehnički odbor Slovenskog nogometnog saveza na svojoj je redovnoj sjednici 21. studenog 1941. usvojio kratku rezoluciju kojom je obavijestio javnost da će prvenstvo biti zakazano za jesenski semestar, a suspendirano 26. listopada, nakon završetka četvrtog kola. Zbog nestabilnih vremenskih uvjeta kolo je prekinuto i odgođeno do proljeća 1942.
Drugi svjetski rat koji je bio u tijeku i oštra klima spriječili su nastavak prvenstva te je ono stoga trajno suspendirano. Jadran, Grafika i Slavija prestali su s aktivnostima, a njihovi igrači otpušteni su 20. svibnja 1942.

## Vanjske poveznice
- Tin Mudražija, Zgodovina nogometa v Kraljevini SHS/Jugoslaviji in v času okupacije, 2016.